# Schmetterlingstaler

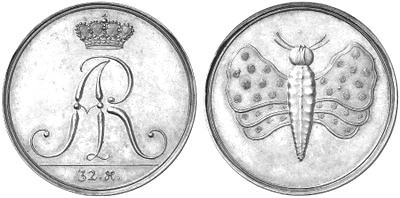
Schmetterlingstaler aus der Zeit der Gräfin Cosel o. J. (etwa 1709)

Der sogenannte Schmetterlingstaler, Schreibweise auch Schmetterlings-Taler und seine Teilstücke werden auch als Schmetterlingsgroschen bezeichnet. Sie sind als Gedenkmünzen des sächsischen Kurfürsten und polnischen Königs August des Starken (1694–1733) von Walther Haupt erfasst worden. Das Münzbild zeigt einen Schmetterling auf der Rückseite und ein gekröntes Monogramm auf der Vorderseite. Sie stammen aus der Zeit der Liaison Friedrich Augusts mit der Gräfin Cosel. Die sehr seltenen Gepräge mit der im Kurfürstentum unüblichen Wertangabe in Groschen wurden ohne Jahreszahl, Münzmeisterzeichen und Künstlersignatur hergestellt.

## Münzgeschichtliche Zusammenhänge
M. Michael Conradi erwähnte 1799 in seinem Buch Lebens- und Regierungsgeschichte Friedrich Augusts des Ersten, …, nach Medaillen und Münzen den Jahren nach beschrieben, dass die Reichsgräfin von Cosel bei einem Ball in der Maske einer Fledermaus erschienen sei, und bringt damit die Ausgabe der Schmetterlingsmünzen in Verbindung. Auf den Münzen ist jedoch zweifellos ein Schmetterling zu sehen. Da dieser Schmetterling drei statt zwei Flügelpaare hat, könnte der Stempelschneider oder Auftraggeber dieser Prägungen angedeutet haben, dass die Rückseite der Münze keinen real existierenden Falter zeigt. Die tatsächliche Bedeutung der von Walter Haupt unter „Gedenkmünzen Friedrich Augusts I.“ erfassten eigentümlichen Gepräge ist jedoch unbekannt.

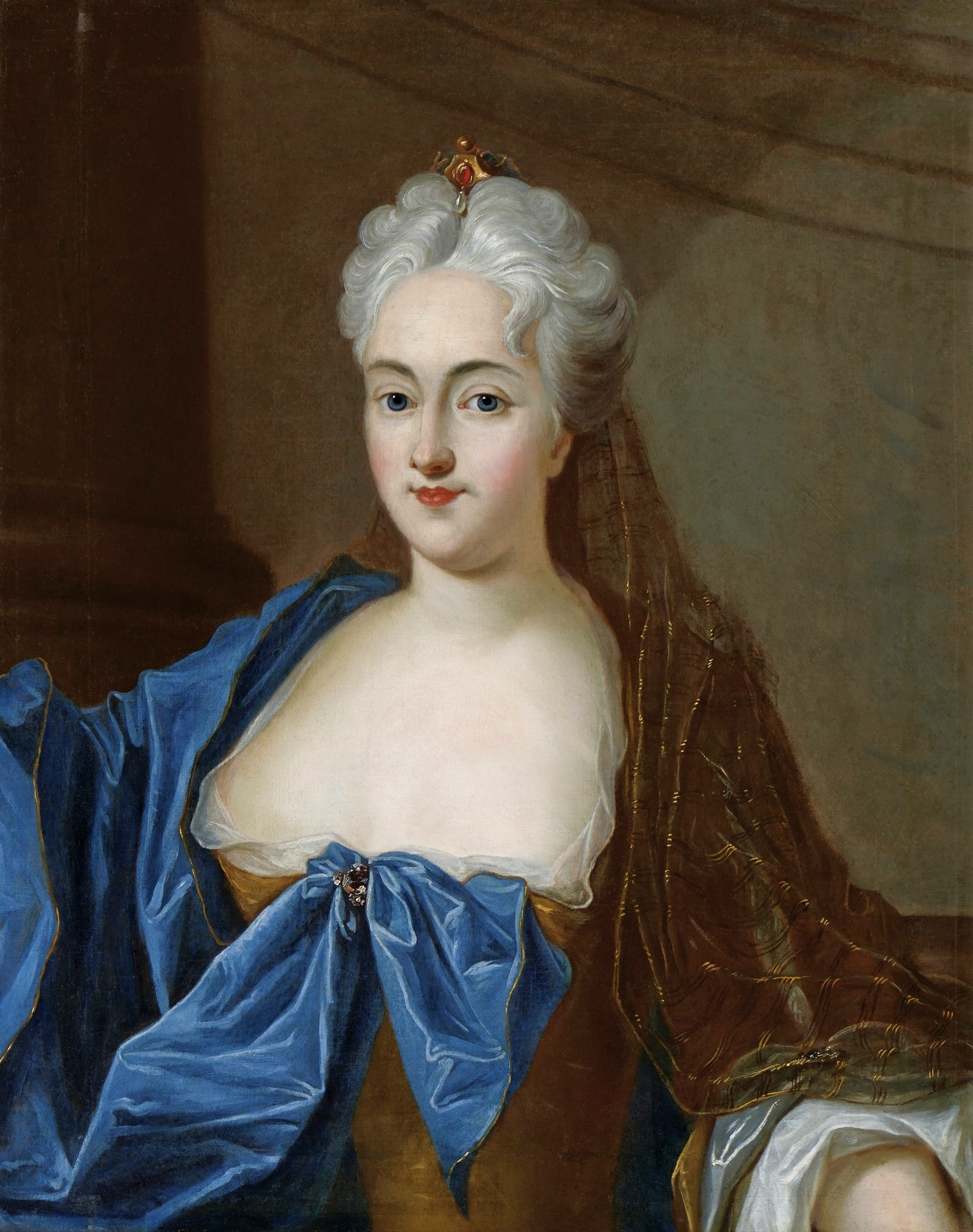
Porträt Anna Constantia Reichsgräfin von Cosel (Erste Hälfte des 18. Jhd.)

Anna Constantia (Konstanze) Gräfin von Cosel (Cossell), geborene von Brockdorff, geschiedene von Hoym, wurde 1706 nach ihrer Scheidung im selben Jahr als Mätresse Augusts II. von Polen vom Kaiser zur Reichsgräfin von Cosel erhoben. Die Gunst Friedrich Augusts nutzte sie zur Ansammlung eines großen Vermögens. Durch ihre Einmischungsversuche in die Regierung machte sie sich die Minister, insbesondere Jacob Heinrich von Flemming, zu Feinden. Ihre Herrsch- und Eifersucht sowie ihre politischen Einmischungsversuche führten zu ihrem Sturz. Der König ließ sie 1716 als Staatsgefangene nach Stolpen bringen. Auf der Burg Stolpen in komfortabel eingerichteten Räumen blieb sie bis zu ihrem Tod 1765 in Haft.

„Sie war unzweifelhaft eine der schönsten und geistreichsten Frauen ihrer Zeit, hochgebildet und besonders in der französischen Literatur sehr bewandert, welche ihr in ihrer Gefangenschaft fast den einzigen Genuss gewährte.“

Im Roman Gräfin Cosel von Józef Ignacy Kraszewski über ihr Leben findet man am Ende des Buches einen Bezug zu Talern, die von der Gräfin beim König durchgesetzt wurden. Angeblich sind das Münzen mit ihrem Wappen und dem des Königs, die man nach ihrem Tod in den Polstern ihres Sessels fand. Es gibt jedoch weder Münzen mit dem Wappen Friedrich Augusts und seiner Mätresse noch Medaillen zu Ehren der Gräfin Cosel. Die sogenannten Schmetterlingstaler sind die einzigen Talergepräge, bei denen ein Bezug zur Geliebten Friedrich Augusts denkbar ist. Sie werden in älterer und neuerer Literatur als Schmetterlingstaler bzw. Schmetterlingsmünzen Friedrich Augusts aus der Zeit der Gräfin Cosel bezeichnet, weil sie sein Monogramm tragen und die Rückseite einen großen Schmetterling zeigt, der die gesamte Seite der Gepräge einnimmt. Außerdem besteht Übereinstimmung mit der Prägezeit der sonderbaren Münzen und der Liaison Friedrich Augusts mit der Gräfin Cosel. Andererseits sind die in einer sehr geringen Auflage hergestellten Stücke mit anderen Gedenkmünzen des Königs, die alle auf einen bekannten Anlass Bezug nehmen, weder im Münzbild noch in der Wertangabe vergleichbar.

### Bezeichnung als Spielmarken bis etwa Mitte des 19. Jahrhunderts

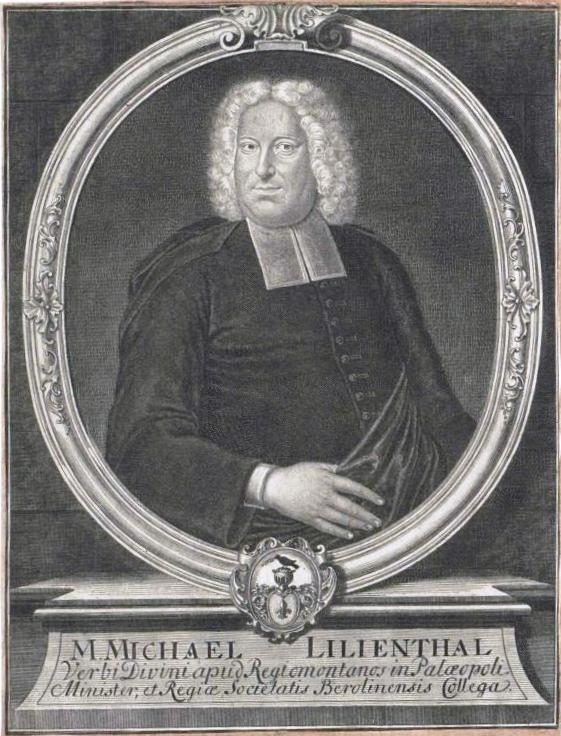
Michael Lilienthal (* 1668, † 1750) nannte als Erster die etwa 1709 geprägten Schmetterlingstaler.

Die Münzen ohne Wappen, Umschrift, Prägejahr und Münzmeisterzeichen wurden bis etwa zur ersten Hälfte des 19. Jahrhunderts für Spielmarken des Dresdner Hofs gehalten.
Michael Lilienthals Beschreibung der Talermünzen, die relativ kurz nach deren Prägung im Jahr 1747 erfolgte, erklärt wozu sie „eigentlich“ gebraucht worden sein sollen:

„Ein sonderbarer Thaler des Königs […] [mit einem] Papillon oder Schmetterling, mit sechs ausgebreiteten Flügeln. […] Sie sollen eigentlich bey einer gewissen Gelegenheit zu Spiel-Marquen gebraucht worden seyn.“

Donndorff bezeichnete in seinen Supplementen zur Geschichte (1821) ebenfalls „Schmetterlingsgroschen, Gulden und Thaler“ als „Spielmarken, welche der König […] zum Spiel am Dresdner Hofe schlagen ließ“ und nannte „Schellenberg Handler II. 387“ als Beleg dafür. Das Gleiche erklärt zum Beispiel auch H. Pierer in seinem Universal-Lexikon von 1835 und O. L. B. Wolff in Neues elegantes Conversations-Lexicon von 1837. Zur Bedeutung des Schmetterlings auf den Geprägen wurde jedoch nichts erwähnt.

### Prägezeitraum
Nach Christian Jacob Götz (1811) sind es

„Münzen Friedrich August des ersten seit der Entsagung der Krone Pohlen bis zur abermaligen Annahme der selben. Da die Artikel des Altranstädter Friedensschlusses dem König August II. nur den Titel König ohne Angabe: von Pohlen, zugestanden, so erschien in den Jahren 1708 und 1709 Münzen mit nur AR gekrönt und verzogen […].“

Die Schmetterlingsgroschen mit „AR verzogen und mit einer Krone bedeckt“ und auf der Rückseite „ein Schmetterling“ wurden nach Götz im Zeitraum der Prägungen der MONETA SAXONICA-Münzen (Bild unten) geschlagen, die aus der Münzstätte Dresden und Leipzig stammen. Dieser Prägezeitraum ist zum Beispiel auch in Johann Christian Hasches Diplomatische Geschichte Dresdens …  von 1819 angegeben.
Tadeusz Kalkowski schrieb 1974 in seinem Buch über die tausendjährige Geschichte Polens, dass die undatierten Schmetterlingstaler aus dem Jahr 1708 stammen, aus einer Zeit, als die Cosel bereits „am Ruder“ war. Aktuell wird meistens 1709 als Prägejahr angegeben. Als Münzstätte der Schmetterlingsmünzen kommen ebenfalls beide sächsischen Staatsmünzen in Frage, die Münzstätten Dresden oder Leipzig.

### Coselgulden, Coseldukaten

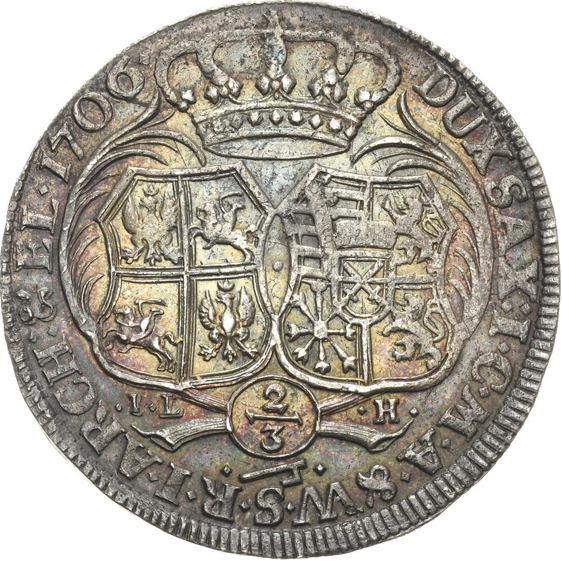
Coselgulden, Rückseite mit aneinandergelegten seitlich eingebogenen Wappenschilden und zentrischem Punkt

Bekannt sind auch die sogenannten Coselgulden aus der Dresdner Münze. Das sind ebenso wie die Teilstücke des Schmetterlingstalers nach dem Leipziger Münzfuß geprägte Talermünzen. Sie haben jedoch mit einiger Wahrscheinlichkeit mit der Gräfin nichts zu tun. Der mit der Cosel in Verbindung gebrachte Punkt zwischen den beiden sich berührenden Wappen der Rückseite wurde wohl zuerst 1734 von Johann Christian Kundmann als Zentrierpunkt gedeutet.
Auch die sogenannten Coseldukaten werden mit der Reichsgräfin in Verbindung gebracht. Diese Gepräge sind jedoch im Vergleich zu den Schmetterlingsmünzen so obszön, dass August der Starke oder die Gräfin Cosel ihre Ausgabe nicht veranlasst haben können.
Die im Dukatengewicht geprägten und als Spielmarken verwendeten Coseldukaten waren ebenso wie die Schmetterlingsmünzen trotz ihrer ungewöhnlichen Prägebilder umlauffähig.

## Beschreibung der Schmetterlingsmünzen
Auf der Vorderseite der Schmetterlingsmünzen ist das gekröntes Monogramm mit den miteinander verbundenen Buchstaben AR (Augustus Rex) August des Starken zu sehen. Für die im Abschnitt vorhandene Wertbezeichnung der Talermünzen in Groschen wurde die für den Schriftverkehr übliche Abkürzung verwendet. Auf der Rückseite befindet sich ein Schmetterling mit drei ausgebreiteten Flügel- und zwei Fühlerpaaren. Der Schmetterling wird in Münzbeschreibungen meist als Roter Apollo bezeichnet, obwohl er so nicht existiert.
Der Schmetterlingstaler hat beiderseits ein hohes Randstäbchen (das ist der schmale erhabene Reif um den Rand), wie bei Medaillen Friedrich Augusts. Bei seinen Münzen und Gedenkmünzen kommen diese Randstäbchen sonst nicht vor.
Die Serie der Gepräge besteht aus den Nominalen:
(Umrechnung der Nominale des Reichsmünzfußes in Nominale des Leipziger Münzfußes nach Paul Arnold.)
- 32 Groschen = 1 Speciesreichstaler = 1 ⅓ Kuranttaler (nicht geprägt) = 2 Gulden
- 16 Groschen = ½ Speciesreichstaler = ⅔ Kuranttaler = 1 Gulden (Zwischen diesem geprägten Gulden und dem fiktiven Rechnungsbegriff „Gulden“, dem meißnischer Gulden, muss klar unterschieden werden.)
- 8 Groschen = ¼ Speciesreichstaler = ⅓ Kuranttaler = ½ Gulden
- 4 Groschen = ⅛ Speciesreichstaler = ⅙ Kuranttaler = ¼ Gulden
- Groschen (= 1⁄24 Kuranttaler)

Die einzelnen Münznominale bzw. die Talerteilstücke sind mit geringen Unterschieden im Münzbild der Rückseite ausgeführt. Der Stempelschneider der Stücke hätte in dieser Zeit den Falter naturgetreu in die Prägestempel gravieren können. Warum er den Falter mit drei Flügelpaaren und vier Fühlern ausstattete ist rätselhaft. Wahrscheinlich war es der Wunsch seines Auftraggebers, keinen real existierenden Falter darzustellen.

### Münzausbringen
Der Schmetterlingstaler entspricht einem nach dem Reichsmünzfuß geprägten Speciesreichstaler (= 32 Groschen, Gewicht nach Reichsmünzfuß = 29,23 g, Feingehalt 14 Lot 4 Grän = 888,89/1000). Die Ausprägung der Teilstücke entspricht dem Leipziger Münzfuß, der Groschen (1⁄24 Taler) dem Torgauer Münzfuß. (Der Kuranttaler zu 24 Groschen war eine Rechnungsmünze, die bis auf wenige Ausnahmen nicht geprägt wurde.)

## Nachprägung
Vom Schmetterlingstaler sind auch Nachprägungen bekannt. Sie werden als „schwerer späterer Abschlag von Originalstempeln“ bezeichnet. Das Gewicht dieser Prägung beträgt etwa 35,37 g und ist ein Unterscheidungsmerkmal zu den leichteren Speciesreichstalern. In der Beschreibung der Sammlung Otto Merseburger von 1894 unter „Münzen aus der Zeit der Gräfin Cosel“ waren Nachprägungen bereits bekannt, da die dort angeführten Schmetterlingsmünzen mit der Bemerkung „Original“ im Münzverzeichnis zu finden sind.
Eine Nachprägung mit den Originalstempeln des Schmetterlingstalers in Gold, ein „Goldabschlag zu 11 Dukaten“, ist in der Künker-Auktion vom 16. März 2016 als „vermutlich Unikum“ angeboten worden. In der näheren Beschreibung ist erwähnt, dass lt. Paul Arnold, langjähriger Direktor des Münzkabinetts in Dresden, die Prägewerkzeuge heute noch im Stempelarchiv des Münzkabinetts erhalten sind. Mit diesen Stempeln erfolgten im 18. und 19. Jahrhundert offizielle Nachprägungen.
Anmerkung
Auf die Originalgepräge wird in dieser Beschreibung (Künker-Auktion) ebenfalls Bezug genommen. So wird zum Forschungsstand angegeben, dass zeitgenössische archivalische Dokumente zu den Schmetterlingsmünzen bis heute nicht ermittelt werden konnten. Es wird aber auch eine weitere Variante für die Deutung des Münzbildes nach eigenem Ermessen genannt. Demnach ist die „Rückseite mit einem Emblem versehen, das eine politische Botschaft verklausuliert. […] Die drei Flügelpaare könnten ein Synonym für das Königreich Polen und das Großfürstentum Litauen sowie für Kur-Sachsen darstellen.“
Es fällt jedoch nicht leicht, einen Sinn in einer verklausulierten politischen Botschaft auf diesen Münzen zu erkennen, wenn auch eine Zeit lang der polnische Thron verloren war. Die Gepräge waren in den zeitgenössischen Werken nicht erfasst, also bis dato unbekannt. Die umlauffähigen Schmetterlingsmünzen weisen sowohl als Münznominale als auch als Spielmarken betrachtet, keine typischen Gebrauchsspuren auf.

## Weitere Prägungen Augusts des Starken mit Monogramm (1708–1710)

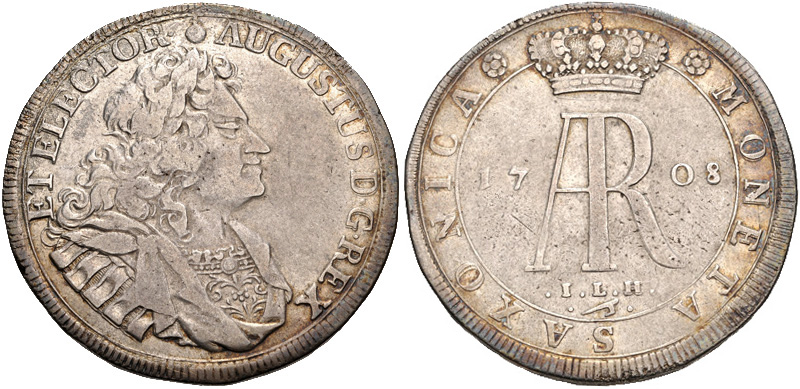
König August II., Speciesreichstaler zu 32 Groschen von 1708 mit Königstitel, jedoch ohne Bezug auf Polen. Diesen Taler ließ Friedrich August prägen, nachdem er auf den polnischen Thron verzichten musste. (Münzstätte Dresden)

Den ebenfalls mit einem großen gekrönten Monogramm Augusts des Starken geprägten Taler ließ Friedrich August in der Zeit prägen, in der er auf den polnischen Thron verzichten musste. Das war nach dem Frieden zu Altranstädt  bis zur Wiedererlangung des polnischen Throns im Jahr 1709. Wenige Münzen wurden jedoch noch 1710 geprägt. Den Königstitel (REX) durfte er weiterhin tragen, jedoch ohne Bezug auf Polen. Dieser Taler und dessen Teilstücke, sowie die Ausführungen in Gold wurden in der Münzstätte Dresden unter dem Münzmeister Johann Lorenz Holland (1698–1716) und in der Münzstätte Leipzig unter dem Münzmeister Ernst Peter Hecht (1693–1714) geprägt. Die Umschrift lautet:
- AUGUSTUS D. G. REX ET ELECTOR. // MONETA SAXONICA.
  - Übersetzung: August, von Gottes Gnaden König und Kurfürst. // Sächsische Münze.

Zu den Prägungen noch im Jahr 1710 ist im „Groschen Cabinett“ von Götz (1811) angegeben, dass man es sich „kaum anders erklären kann, als daß die Stempel noch im Jahre 1709 frühzeitig geschnitten wurden, welches man alsdann nicht unbenutzt lassen wollte, obgleich die für Sachsen glücklichen Folgen der Schlacht bei Pultawa die Stempel [mit] AR und Rex aber ohne Pol. unbrauchbar gemacht hatten“.
Paul Arnold datiert in Übereinstimmung mit Christian Jacob Götz u. a. (siehe „Abschnitt Prägezeitraum“) die Prägezeit der Schmetterlingsmünzen, die ebenfalls ohne Bezug auf Polen geprägt worden sind, auf die Prägezeit dieser ebenfalls seltenen Münzen mit dem Konterfei Friedrich Augusts und seinem Monogramm auf der Gegenseite.
Allerdings ist das auch eine Bestätigung für die Zeit der Liaison Friedrich Augusts mit der Gräfin Cosel. Das Geheimnis des Schmetterlingstalers bleibt weiterhin ungelüftet.